# Фрайикур
Фрайику́р (фр. Fraillicourt) — коммуна во Франции, находится в регионе Шампань — Арденны. Департамент — Арденны. Входит в состав кантона Шомон-Порсьен. Округ коммуны — Ретель.
Код INSEE коммуны — 08178.
Коммуна расположена приблизительно в 160 км к северо-востоку от Парижа, в 85 км севернее Шалон-ан-Шампани, в 45 км к западу от Шарлевиль-Мезьера.

## Население
Население коммуны на 2008 год составляло 217 человек.
| 1962 | 1968 | 1975 | 1982 | 1990 | 1999 | 2008 |
| ---- | ---- | ---- | ---- | ---- | ---- | ---- |
| 328  | 300  | 257  | 226  | 212  | 204  | 217  |

## Администрация
| Период | Период | Фамилия         | Партия | Должность |
| ------ | ------ | --------------- | ------ | --------- |
| 2001   | 2008   | Андре Манжелинк |        |           |
| 2008   |        | Катрин Висе     |        |           |

## Экономика
В 2007 году среди 135 человек в трудоспособном возрасте (15—64 лет) 83 были экономически активными, 52 — неактивными (показатель активности — 61,5 %, в 1999 году было 62,7 %). Из 83 активных работали 75 человек (50 мужчин и 25 женщин), безработных было 8 (2 мужчин и 6 женщин). Среди 52 неактивных 5 человек были учениками или студентами, 23 — пенсионерами, 24 были неактивными по другим причинам.

## Достопримечательности
- Церковь Нотр-Дам[фр.] (XII—XIII века). Укреплённая церковь (веркирхе). Памятник истории с 1928 года.[3]

## Фотогалерея

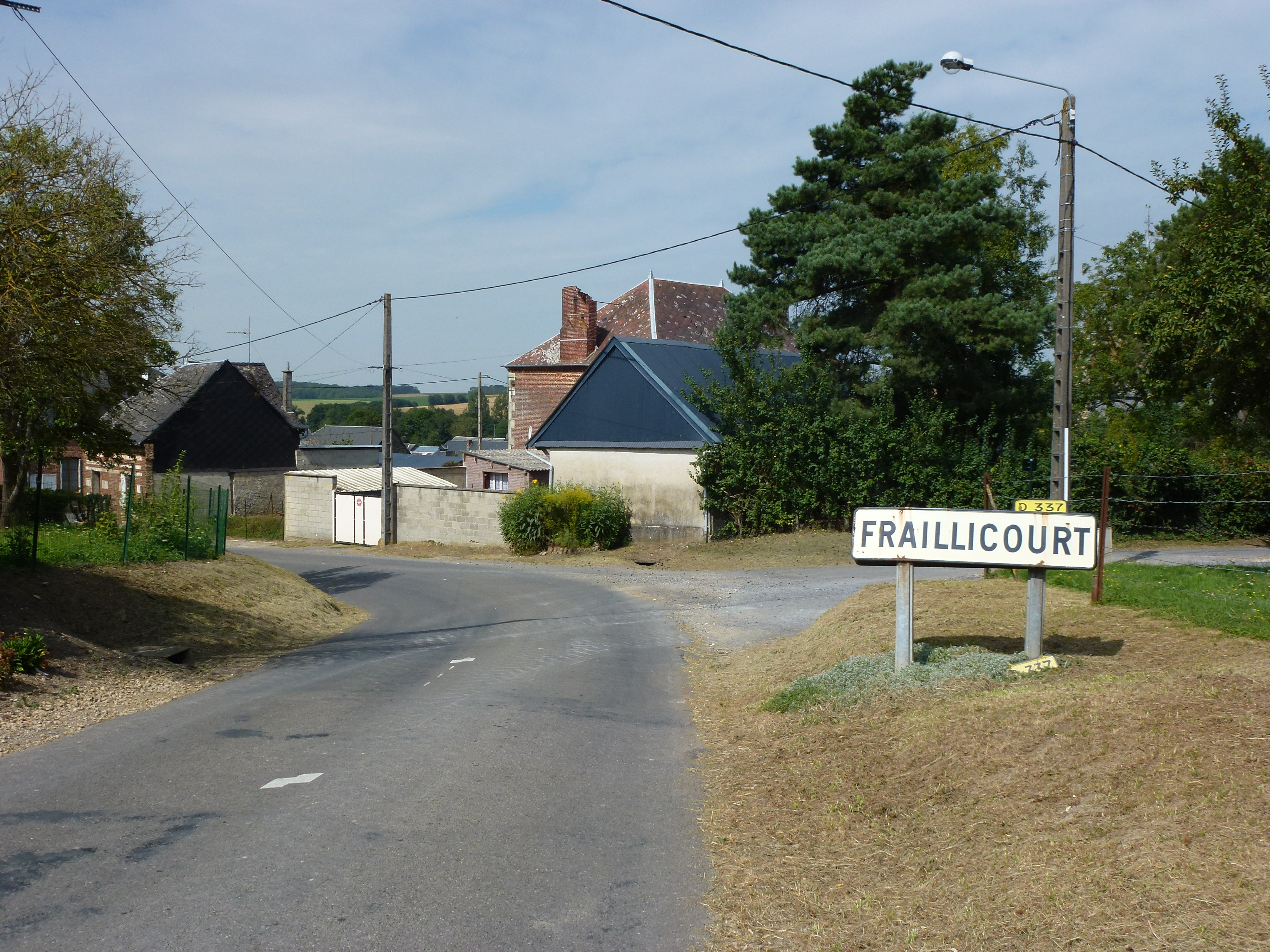
Въезд во Фрайикур
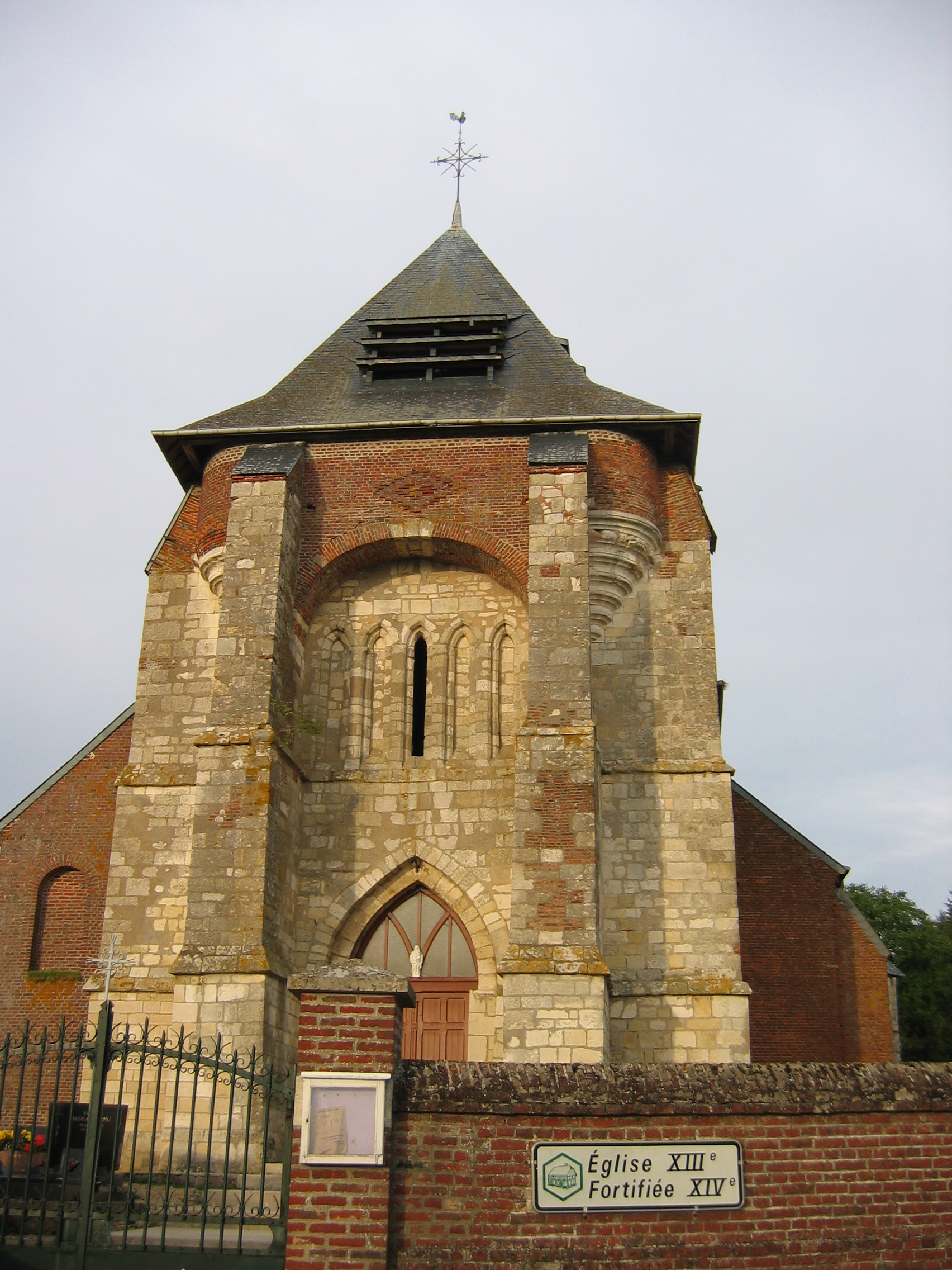
Церковь Нотр-Дам
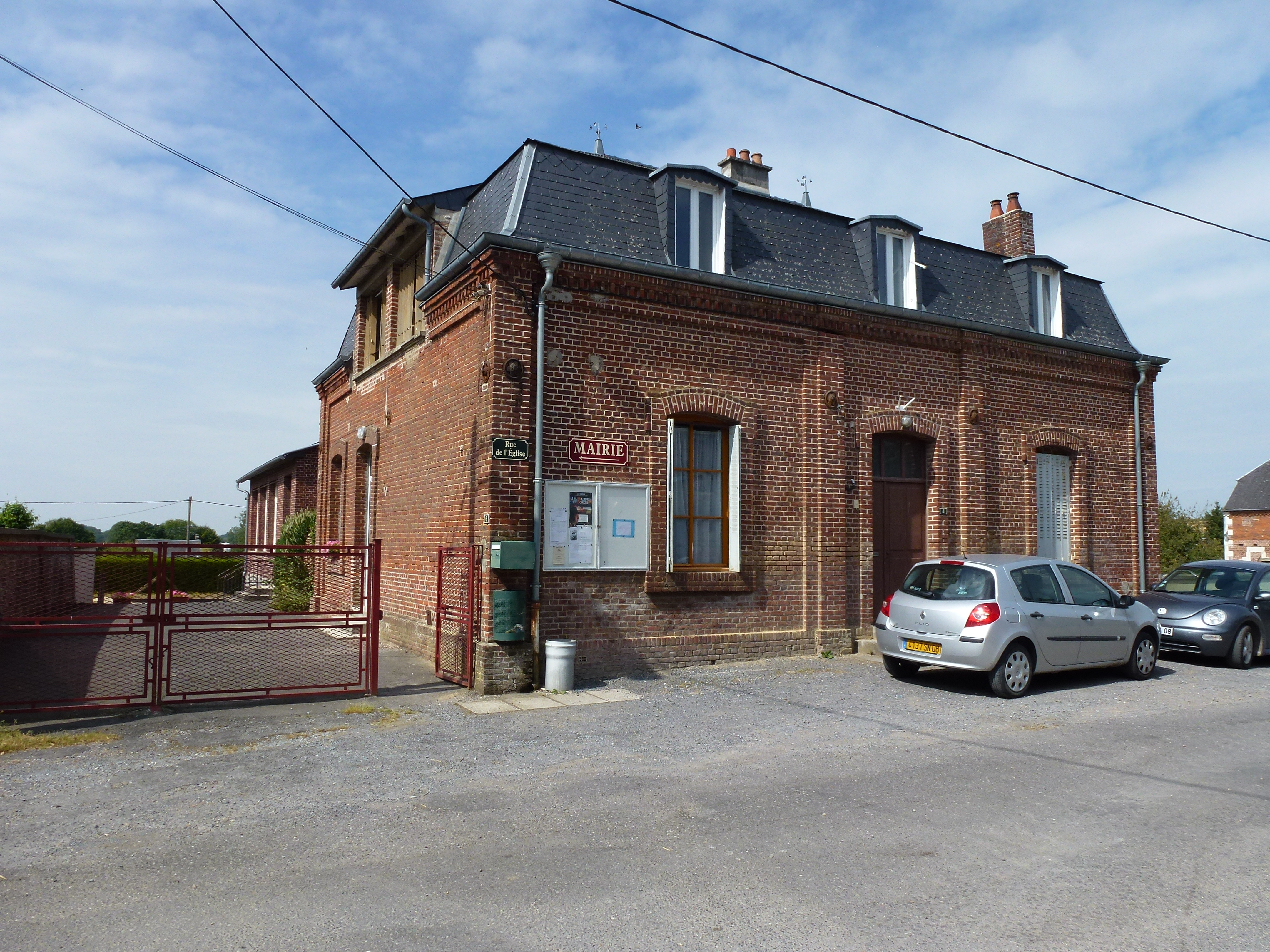
Мэрия
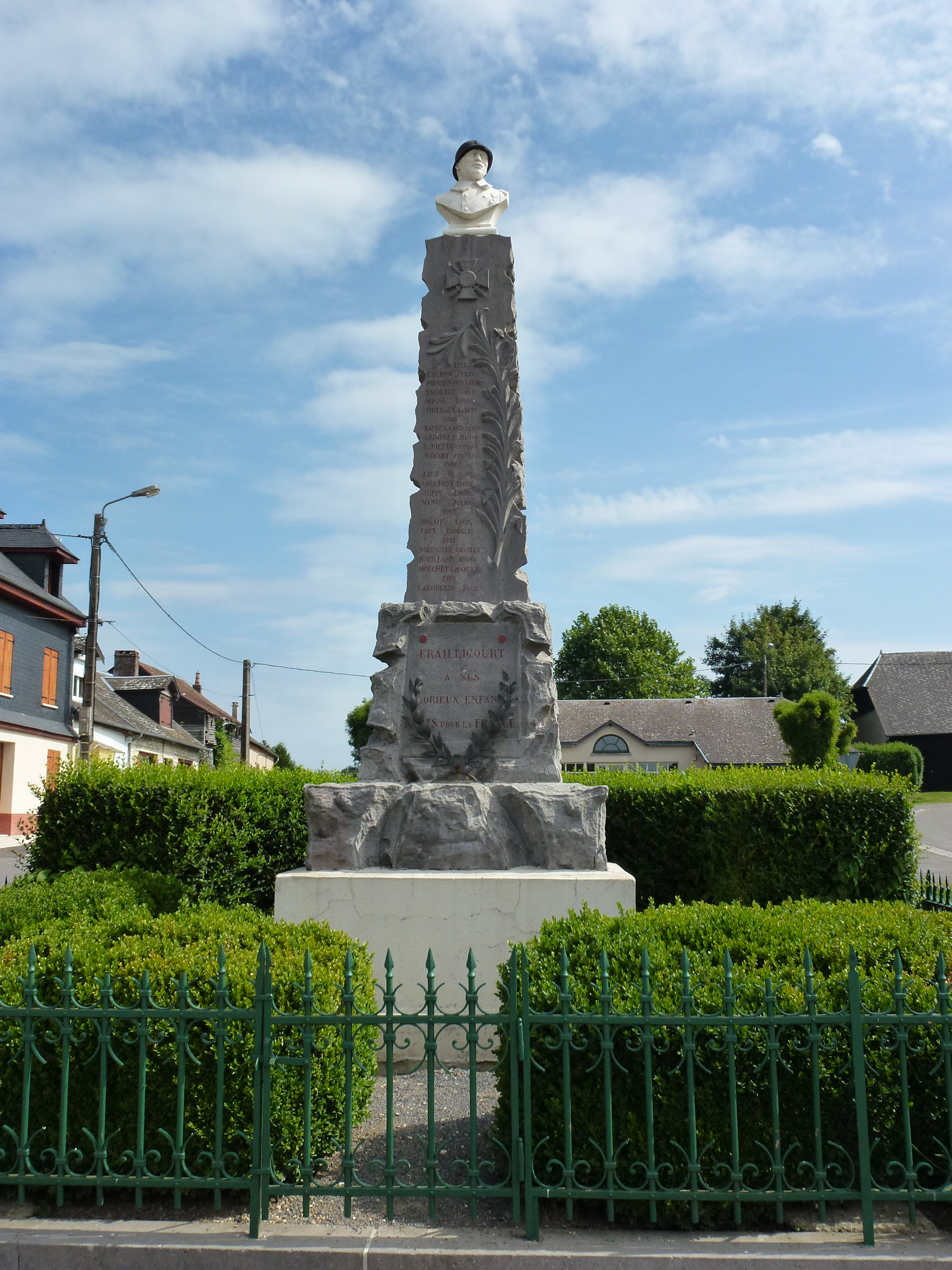
Памятник погибшим в Первой мировой войне